# Valeska Gräfin Bethusy-Huc

Valeska Gräfin Bethusy-Huc um 1904

Valeska Gräfin Bethusy-Huc, geborene von Reiswitz und Kaderžin (* 15. Juni 1849 auf dem Gut Kielbaschin, Wendrin (Groß Lassowitz), bei Rosenberg in Oberschlesien; † 27. Mai 1926 in Lugano) war eine deutsche Schriftstellerin. Sie schrieb auch unter dem Pseudonym Moritz von Reichenbach.
Ihre am meisten beachteten Romane sind Die Lazinskys (1888), Der älteste Sohn (1890) und – mit mindestens zehn Auflagen ihr erfolgreichstes Werk – Glückskinder (1897).

## Leben

### Kindheit und Jugend

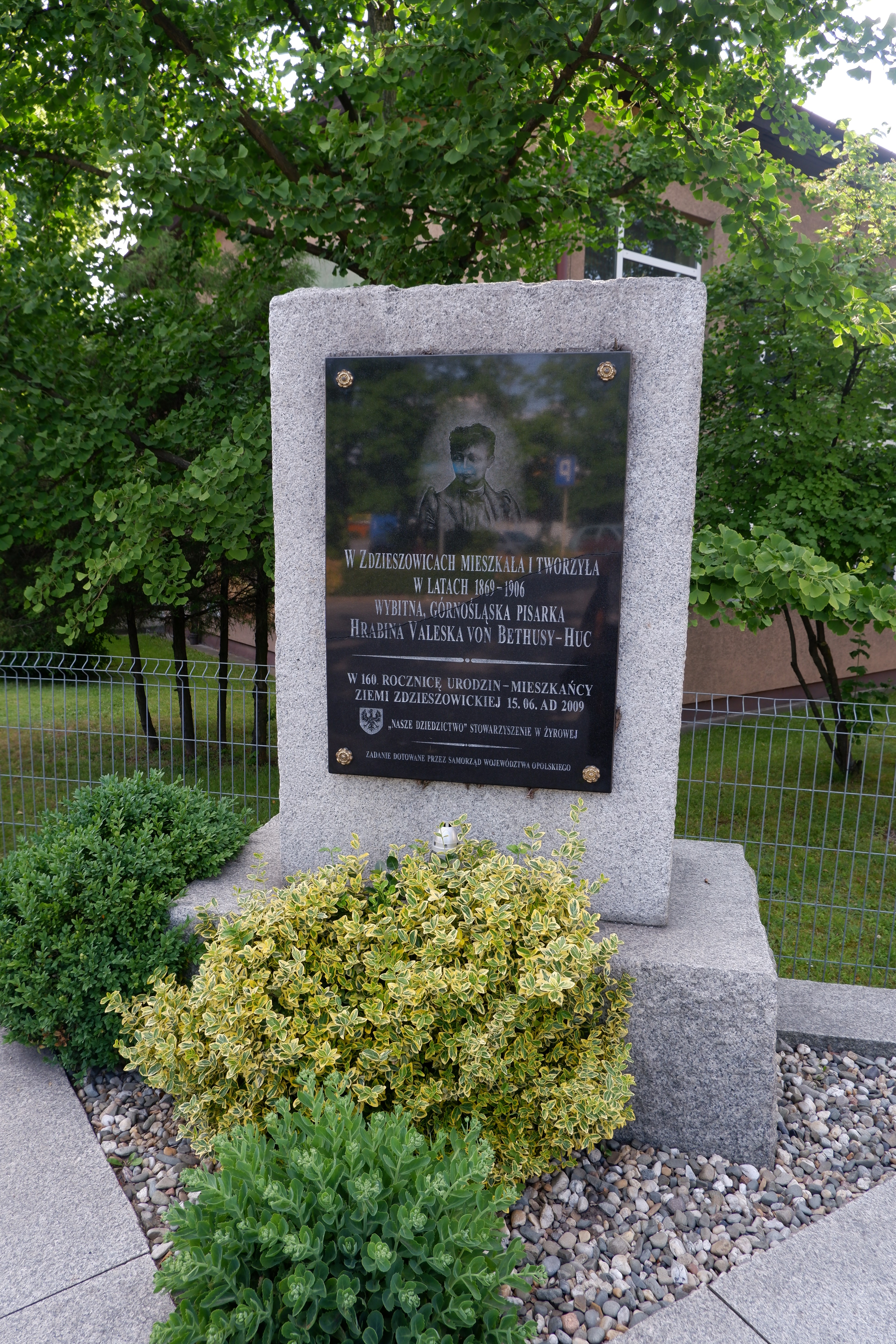
2009 enthülltes Denkmal zum Gedenken an Bethusy-Huc in Deschowitz

Valeska von Reiswitz und Kaderžin kam als älteste Tochter von Baron Berthold Alexander von Reiswitz und Kaderžin und Gräfin Bertha von Reichenbach auf dem väterlichen Landgut ihres Vaters, zwischen Lowoschau und Wendrin, in Oberschlesien zur Welt. „Umgeben von den weit ausgebreiteten Kiefernwaldungen Oberschlesiens lagen die Güter meines Vaters und Großvaters“, schrieb sie um 1900. Sie wuchs gemeinsam mit ihren fünf Geschwistern auf, lernte von ihrer Mutter Polnisch und begann schon im Alter von sechs Jahren, Märchen zu schreiben. Einen Teil ihrer Kindheit verbrachte sie bei den Eltern ihrer Mutter in Würbitz, im Jahr 1860 folgte eine kurze Reise nach Berlin, bevor die Familie nach dem Tod des Großvaters 1860 auf das benachbarte Familiengut Wendrin übersiedelte.
Im Jahr 1862 wurde sie in ein Pensionat nach Sagan geschickt und besuchte nach ihrer Konfirmation 1863 das Nestlersche Institut in Berlin, ein Mädchenpensionat. Nach Ende der Schulzeit kehrte sie nach Wendrin zurück. Sie lernte in Rosenberg Graf Eugen Emmo Bethusy-Huc (1842–1926), einen Cousin des Großgrundbesitzers Eduard Georg von Bethusy-Huc, kennen. Beide heirateten am 2. April 1869 in Rosenberg und bezogen am nächsten Tag das Landgut Deschowitz bei Leschnitz, unweit des Annabergs. Im Jahr 1873 kam Sohn Albrecht zur Welt, drei Jahre später folgte Tochter Irma. Sohn Albrecht Graf Bethusy-Huc wurde Geheimer Regierungsrat am Reichskolonialamt und Reserveoffizier, seine Schwester heiratete den Juristen Friedrich (Fritz) Hegenscheidt, Landrat des Landkreises Hoyerswerda, und ebenfalls Oberleutnant d. R.

### Der Weg zur Schriftstellerin

Valeska Gräfin Bethusy-Huc auf einem Stich um 1893

Kurz nach Geburt ihrer Tochter erschien 1876 das Märchen Der Schmetterlingskönig im Druck, das Bethusy-Huc bereits als Kind verfasst hatte. Ein Freund hatte es ohne ihr Wissen an die Redaktion des Bazar geschickt, die es illustriert veröffentlichte. Der Druck der Familie und vor allem ihrer Mutter, die meinte „Schriftstellerin sei für eine Frau gefährlich, weil sie von den häuslichen und wirtschaftlichen Pflichten ablenke“, ließ Bethusy-Huc jedoch zunächst vom Schreiben und Veröffentlichen Abstand nehmen. Erst drei Jahre später wandte sie sich in Abwesenheit ihres Mannes an eine Modezeitung, die eine unter dem Pseudonym „M. von Reichenbach“ verfasste Novelle aus ihrer Feder abdruckte. Weitere Erzählungen erschienen in den folgenden Monaten in Zeitschriften wie Über Land und Meer und Daheim. Ihr Ehemann, der hinter ihre Aktivitäten kam, stellte seiner Frau zur Bedingung, dass ihre schriftstellerischen Aktivitäten geheim blieben. Außer ihm hatte nur Bethusy-Huc Mutter Kenntnis von ihrem Pseudonym.
Aus „M. von Reichenbach“ wurde durch Betreiben des Chefredakteurs der Zeitschrift Über Land und Meer Hugo Rosenthal-Bonin (1840–1897), der Bethusy-Huc für einen Mann hielt, das Pseudonym „Moritz von Reichenbach“. Erst die Bitte der Zeitschriftenredaktionen, ein Foto des „Autors“ abdrucken zu dürfen, führte schließlich 1883 zur Aufdeckung ihrer Identität. Auch danach veröffentlichte Bethusy-Huc weiterhin unter ihrem Pseudonym. Erst der Roman Hans der Pole wurde 1906 unter ihrem Klarnamen veröffentlicht.
Bereits 1881 war Bethusy-Hucs erster Roman Die Eichhofs erschienen. Es folgten zahlreiche Unterhaltungs- und Liebesromane sowie Novellen, die von der Kritik meist als oberflächlich kritisiert wurden, jedoch dem Publikum gefielen. Karl Schrattenthal schrieb über den 1890 erschienenen Roman Der älteste Sohn: „Eine Schriftstellerin von Erfahrung, und das ist M. von Reichenbach ohne Zweifel, kann derlei Geschichten auch zwölf in einem Jahr schreiben. Von Vertiefung ist da keine Rede.“ Bethusy-Huc galt als Verfasserin von „Schablonenarbeiten“ und stellte 1906 rückblickend selbstkritisch fest, dass der Erfolg ihrer Veröffentlichungen in den Zeitschriften Daheim und Über Land und Meer ihr Mut gemacht hatten: „[E]s folgte nun eine ziemlich lange und bunte Reihe von Novellen und Romanen schnell – vielleicht allzuschnell aufeinander.“
Sie versuchte ab Mitte der 1880er-Jahre zunehmend, dem Klischee der Liebesromanautorin zu entkommen und integrierte eigenes Erleben und Fremdmaterial in ihre Werke beziehungsweise ließ sich von Fachleuten beraten. Nach dem Zusammentreffen mit Frauenrechtlerin Helene Lange in Berlin entstand 1894 der Roman Frauen, für den Bethusy-Huc auf von Lange zugänglich gemachtes Material zurückgreifen konnte. Die Armut der Arbeiter in Kattowitz, die sie während einer Reise durch Schlesien erlebt hatte, veranlasste sie zu den Werken Die Lazinskis (1888), mit dem sie „wohl den ersten sozialen Roman Oberschlesiens geschaffen [hat], der Agrariertum und Industrie zur Grundlage hat“, und Der schöne Erwin (1899). Unter dem Titel Ehre der Welaskys erschien ein teilweise autobiografischer Roman Bethusy-Hucs im Berliner Tageblatt und wurde 1891 unter dem Titel Um die Ehre als Roman veröffentlicht. Obwohl immer noch Unterhaltungsschriftstellerin, nahmen ihre Werke zunehmend Tendenzen des Zeitromans auf, wobei Bethusy-Huc ihre Wandlung als Schriftstellerin nicht konsequent vollzog: Auf sozialkritischere Werke konnten so unmittelbar einfachste Liebesromane in Adelskreisen folgen.
Sie selbst fasste ihre schriftstellerische Arbeit um 1905 wie folgt zusammen:

„Auf dem Boden, dem ich entstammte, unter den Menschen, die mich von Jugend auf umgaben, spielen all die Romane und Novellen, die ich zu meinen reiferen Arbeiten zähle, und es würde mich freuen, wenn ich das Verständnis für die Bewohner des heimischen Stückchens ‚Ostmark‘ weiteren Kreisen erschließen könnte.“

### Jahre in Breslau und in der Schweiz

Valeska Gräfin Bethusy-Huc um 1905

Bethusy-Huc unternahm Ende des 19. Jahrhunderts zahlreiche Reisen, unter anderem nach Italien. Ihre Erlebnisse an der italienischen Riviera verarbeitete sie 1890 in ihrem Roman Das Paradies des Teufels. Die Dünenlandschaft Borkums, die sie auf einer Nordseereise mit ihrer kränklichen Tochter Irma kennenlernte, inspirierte Bethusy-Huc zu einigen Novellen und dem Roman Glückskinder, der 1897 erschien. Nachdem Irma kurz vor 1900 geheiratet hatte und nach Berlin gezogen war, hielt sich auch Bethusy-Huc regelmäßig zu Besuch in Berlin auf.
Ihr Mann Eugen von Bethusy-Huc wurde 1901 Generallandschafts-Repräsentant für Oberschlesien im Breslauer Landtag, sodass das Paar 1904 nach Breslau zog. Das Gut Deschkowitz verkauften beide 1906 und die Familie nahm nun endgültig Wohnsitz in Breslau. Für 1915 ist teils der Wohnsitz in Zürich nachweislich.
Bethusy-Hucs Breslauer Wohnung wurde schon bald zu einem Treffpunkt der literarischen und künstlerischen Gesellschaft Breslaus. Sie veranstaltete hier Lesungen ihrer und anderer Werke. Über so geknüpfte Kontakte zu Redakteuren und Verlegern konnten weitere Romane wie Hans der Pole (1906) erscheinen. Eugen von Bethusy-Huc legte 1911 sein politisches Amt nieder. Die Familie gab 1912 das Breslauer Haus auf und ging auf Reisen unter anderem nach Lugano und an die Riviera. Aus gesundheitlichen Gründen befanden sich beide bei Ausbruch des Ersten Weltkriegs in der Schweiz und ließen sich kurz darauf in Zürich nieder. Im Jahr 1916 erschien Bethusy-Hucs letzte Veröffentlichung Aus dem Märchenbuch des Alltags.
Nach dem Ende des Ersten Weltkriegs zog das Ehepaar nach Uznach, wo Eugen von Bethusy-Huc im Januar 1926 verstarb. Im Frühjahr 1926 unternahm Bethusy-Huc eine Reise nach Italien, auf deren Rückreise sie schließlich am 27. Mai 1926 in der Clinica San Rocco in Lugano starb. Sie erhielt ein einfaches Begräbnis; ihr Grab ist nicht erhalten.
Bereits zum Zeitpunkt ihres Todes war Bethusy-Huc als Schriftstellerin weitgehend in Vergessenheit geraten: „Außerhalb ihrer oberschlesischen Heimat wurde ihr Tod im Jahr 1926 kaum wahrgenommen, geschweige denn mit einer längeren Würdigung der Schriftstellerin gedacht.“

## Werke

### Romane
- Die Eichhofs. Roman. Von M. von Reichenbach. Janke, Berlin 1881. (Online: The Eichhofs. Abgerufen am 14. Januar 2021 (Englische Fassung bei Project Gutenberg).)
- Die Schlossfrau von Dromnitz. Roman von Moritz von Reichenbach. 2 Bände. Deutsche Verlags-Anstalt, Stuttgart/Leipzig 1882.
- Der Sohn des Flüchtlings. 2 Bände. Breslau (Ohne Verlagsangabe) 1882.
- Reszö. Roman. Deutsche Verlags-Anstalt, Stuttgart 1882.
- Durch! Roman, 2 Bände. Deutsche Verlags-Anstalt, Stuttgart 1884.
- Auf Umwegen. Friedrich, Leipzig 1884.
- Die Lazinskys. Roman, 2 Bände. Janke, Berlin 1888. (Digitalisat Band 1), (Band 2)
- Seine Frau. Schneider, Asch/Leipzig 1889.
- Das Paradies des Teufels. Reissner, Leipzig 1890.
- Der älteste Sohn. Deutsche Verlags-Anstalt, Stuttgart 1890.
- Um die Ehre. 2 Bände. Reissner, Leipzig 1891.
- Die Prinzessin. 2 Bände. Reissner, Leipzig 1892.
- Graf W. 62. Von Moritz von Reichenbach. Reissner Leipzig 1892.
- Die Kinder Klingströms. 2 Bände. Reissner, Leipzig 1892. (Digitalisat Band 1 & Digitalisat Band 2)
  - Auszug (122 Seiten) in Band 2.1891/92 von Velhagen & Klasings Roman-Bibliothek Digitalisat auf Internet Archive
- Der König von Polnischecken. Reissner, Leipzig 1893.
- Unter der Maske. Von Moritz von Reichenbach. Eckstein, Berlin 1893.
- Frauen. 3 Bände. Reißner, Dresden 1894.
- Alte und Junge. Von Moritz von Reichenbach. Reißner, Dresden 1895.
- Die Freier der Witwe. Hesse, Leipzig 1895.(Enthalten in Sammelband Familien-Bibliothek berühmter Erzähler Band 3.)
- Ein reiches Mädchen. Reißner, Dresden/Leipzig 1896.
- Glückskinder. Verein der Bücherfreunde, Schall & Grund, Berlin 1897. (2. Auflage 1902), auch Hillger, Berlin/Leipzig 1908.
- Josefa. Roman von Moritz von Reichenbach. Hillger, Berlin/Eisenach/Leipzig 1898. (Digitalisat)
- Glückimwald. Böhm, Kattowitz 1899.
- Der schöne Erwin. Roman von Moritz von Reichenbach. Reißner, Dresden 1899.
- Maud. Geschichte einer Ehe. Schall, Berlin 1900.
- Der Roman eines Bauernjungen. Reclam, Leipzig 1902.
- Wanderndes Volk. Ein Schlesischer Adelsroman. Trewendt, Breslau/Berlin 1903.
- Nach stillen Inseln. Janke, Berlin 1903.
- Die Ballnacht von Roditz. Trewendt, Berlin 1904.
- Hans der Pole. Schall, Berlin 1907.
- Der Platz an der Sonne. Vita, Berlin-Charlottenburg 1910.
- Aus den Chroniken schlesischer Städte. Böhm. Kattowitz 1911.

### Novellen und Erzählungen
- Zwei Novellen. (Reszö; Sillery mousseux.) Deutsche Verlags-Anstalt, Stuttgart 1883.
- Coeurdamen. 2 Novellen von Moritz von Reichenbach. Deutsche Verlags-Anstalt, Stuttgart/Leipzig 1885.
- Böse Geister. Humoristische Erzählung. Pierson, Dresden/Leipzig 1885.
- Eva in allerlei Gestalten. Novellen von Moritz von Reichenbach. Reissner, Leipzig 1890.
- Verwaiste Herzen. Erzählung für junge Mädchen. Flemmin, Glogau 1891. (Verlag Jugendhort, Berlin 1909)
- Amor in Perücke. Rokoko-Geschichten. Eckstein, Berlin 1894.
- Monsieur Xaver. Eine altmodische Liebesgeschichte. Goldschmidt, Berlin 1895.
- Gnädige Frau; An der Grenze; Mohrenwäsche. 3 Novellen. Hillger, Berlin/Eisenach/Leipzig 1896.
- Sühnopfer. Eine Land- und Waldgeschichte. Reißner, Dresden/Leipzig 1897.
- Zwischen den Dünen. Novelle von Moritz von Reichenbach. Eckstein, Berlin 1897.
- Der Bummelzug und anderes. (Novellen); In: Roman-Gallerie für Salon und Reise, Band 26, (A. Schumann`s Verlag), Leipzig 1897.[18]
- Frau Eva; Luttka. 2 Novellen von Moritz von Reichenbach. Eckstein, Berlin 1898.
- Sternenklar und andere Novellen. Pierson, Dresden 1898.
- Oberschlesische Dorfgeschichten. Reclam Leipzig 1901.
- Oberschlesische Geschichten. Schall, Berlin 1900.
- Sie liebten sich; Mit Blut verschrieben; Wilma. Novellen. Hillger, Berlin/Eisenach/Leipzig 1901.
- Jenseits des Alltags. (Gedichte, unter dem Pseudonym Max Graf Bethusy-Huc.) Winter, Heidelberg 1904.
- Die Czaroiskys. Eine Erzählung aus Polen. Hesse, Leipzig 1909.
- Mein Oberschlesien. Skizzen und Geschichten. Böhm, Kattowitz 1912.
- Aus dem Märchenbuch des Alltags. Artikel, Verein für Verbreitung guter Schriften, Zürich, Nr. 103.
- 1914–1916: Erinnerungen (autobiografische Skizzen, erschienen in der Zeitschrift Oberschlesien)